# Les Garçons bouchers
Pour le film irlandais, voir Le Garçon boucher.
Les Garçons bouchers sont un groupe de rock français fondé en 1986. Avec les Wampas, Ludwig von 88 ou Bérurier Noir, les Garçons Bouchers ont constitué l'un des groupes majeurs du rock alternatif français des années 1980. Le groupe se dissout en avril 1997.

## Biographie
Le groupe est initialement formé en octobre 1985 sous le nom de Bolchoskins, sur les cendres du groupe punk-rock / oi ! Colditz. En janvier 1986, le groupe change de nom pour Les Garçons bouchers.
Sous la houlette de François Hadji-Lazaro, auteur-compositeur et multi-instrumentiste, le groupe opère la synthèse musicale entre la veine punk et ska et la chanson populaire à la française, notamment le musette. Ce style unique où se côtoient mandoline, accordéon, vielle à roue et guitares saturées, est à l'origine de véritables hymnes punks comme La Bière, mais aussi de succès plus connus du grand public comme Carnivore, Le rap des Garçons Bouchers ou La lambada on n'aime pas ça. 
En 1990, ils sont signataires de l'« appel des 250 », qui initiera le collectif Ras l'front.
Au début de sa carrière, le groupe se distingue par le minimalisme de sa musique (boîte à rythmes comme Bérurier Noir) et ses textes à l'humour potache et noir (cf. le clip de Carnivore). Il gagne en profondeur au fil des années, notamment avec l'arrivée du chanteur Pierrot Sapu. Néanmoins, il ne sacrifiera jamais à sa vocation humoristique toujours mêlée de critique sociale. Iconoclaste, agité, le groupe est à l'origine de l'un des plus célèbres labels de rock alternatif : Boucherie Productions. En 1988, Eric Blitz quitte le groupe, et est remplacé par Pierrot Sapu (ex-BB Doc / Docteur Destroy).
Le groupe se sépare en avril 1997. François Hadji-Lazaro continue avec Pigalle, qu'il a fondé avant les Garçons Bouchers et qui fonctionne sur les mêmes recettes musicales même s'il est moins punk rock. Pierrot Sapu officiera comme chanteur de BB Doc avant de faire son propre album solo Sapuland.
Après la mort de François Hadji-Lazaro, en 2023, le reste du groupe lance une tournée hommage. Il se produit à la fête de l'Humanité en septembre 2023, puis poursuit par de nombreux concert jusqu'en 2025.

## Membres
- Éric « Blitz » Liszt - chant (1985-1988)
- François « Zarbi » Hadji-Lazaro (†), - chant classique, violon, accordéon, saxophone alto, claviers, harmonium, guitare, flûte traversière, programmation batterie  (1985-1997)
- Blank (Neige) - guitare (1985-1987, parti fonder Les Invendables)
- Riton (Mitzouko) (†) - basse, guitare (1985-1990)
- Daniel (Belavoine) - guitare (1986-1987)
- Pierrot Sapu - chant (1989-1997)
- Steff Gotkowsky - saxophone (1989-1997)
- Toto - trompette, trombone (1989-1997)
- Moby Dick - guitare (1992-1997)
- Jean-Charles « Boubouche » Boucher - basse (1992-1997)

## Discographie

### Albums studio
- 1986 : Speed Oi music ! (démo 9 titres) (autoproduction)
- 1987 : Les Garçons Bouchers (1er album 13 titres) (Boucherie productions)
- 1988 : Tome II (10 titres) (Boucherie prods)
- 1990 : On a mal vieilli... (12 titres) (Boucherie prods)
- 1992 : Vacarmélite ou la nonne bruyante (11 titres) (Boucherie prods)
- 1995 : Écoute, petit frère ! (14 titres) (Boucherie prods)

### Albums live
- 1989 : Un concert des Garçons bouchers (live à la Fête de l'Humanité avec Les Tambours du Bronx, 10 titres (Boucherie prods))

### Compilations
- 1991 : La Saga des Garçons bouchers (réédition du 1er LP + Tome 2 + le Live + 1 inédit)

### EP
- 1986 : La Bière (3 titres (Terminal Records))
- 1990 : Les 5 plus grosses bêtises des Garçons Bouchers (5 titres (Boucherie Prod))

### Singles
- 1987 : Le Ska des Garçons bouchers (2 titres (Boucherie prods))
- 1987 : Carnivore (2 titres (Boucherie prods))
- 1988 : Le Rap des Garçons bouchers (2 titres (Boucherie prods))
- 1989 : Du Beaujolais (2 titres (Boucherie prods))
- 1990 : La Lambada on n'aime pas ça ! (2 titres (Boucherie prods))
- 1990 : Sale Gueule (2 titres (Boucherie prods))

### Participations
- 1987 : Compilation Mon grand frère est un rocker (Boucherie prods)
- 1989 : Compilation Concert à la Boucherie (Boucherie prods)
- 1992 : Compilation Urgence : 27 artistes pour la recherche contre le sida